# Baia de Criș, Hunedoara
Baia de Criș, mai demult Baia Crișului (în germană Altenburg, în maghiară Körösbánya, Fehérkörösbánya, Nagybánya) este satul de reședință al comunei cu același nume din județul Hunedoara, Transilvania, România.
Principalul curs de apă  care traversează așezarea, de la est la vest, pe o lungime de 9,2 km este râul Crișul Alb.

## Așezare
Localitatea Baia de Criș este situată în nord-vestul județului, pe cursul superior al Crișului Alb, la poalele Munților Metaliferi și al Munților Bihorului, la o altitudine cuprinsă între 250 și 500 m, pe DN76, Hălmagiu - Brad și pe drumul județean Baia de Criș - Baldovin.

## Scurt istoric
Săpăturile arheologice făcute de-a lungul timpului pe teritoriul localității atestă prezența omului aici încă din evul mediu, astfel în locul numit "Gura Voinii", s-a descoperit un tezaur monetar format din drahme emise în Dyrrhachium și Apollonia, denari romani republicani, doi cercei și o brățară de argint de factură dacică. În hotarul satului, la "Fântîna Borchii", pe "Vârful Feredeului" se află urmele unor exploatări miniere de aur, preromane, romane și medievale. Pe teritoriul satului s-a mai descoperit și un bogat material arheologic aparținând culturii Coțofeni.
Un menhir din epoca fierului descoperit aici, este expus la muzeul județean din Deva.
La Baia de Criș a încetat din viață în anul 1872 Avram Iancu. Pe frontispiciul casei în fața căreia a fost găsit trupul neînsuflețit al lui Avram Iancu a fost așezată o piatră memorială, operă a sculptorului Cornel Medrea.

## Economie
Activitatea specifică zonei este agricultura prin cultivarea terenurilor ,  creșterea animalelor și meșteșugăritul. Un aport substanțial la economia locală îl are și industria de exploatare și prelucrare primară a lemnului, industria confecțiilor de încălțăminte, industria alimentară prin prelucrarea laptelui, comerțul și turismul.

## Monumente
- Casa-muzeu Avram Iancu. În această casă a murit Avram Iancu.
- Biserica Franciscană (sec. XV-XVI, reconstruită în sec. al XVIII-lea). Biserica gotică din sec. XV-XVI, care a deservit parohia de aici, a rămas în paragină în sec. al XVI-lea, posibil din cauza unui incendiu.[3] La începutul secolului al XVIII-lea minoriții au preluat parohia și au oficiat mai întâi în partea de sud a vechii biserici, pe care au restaurat-o treptat. Inventarul mobil, inclusiv arhiva, a suferit distrugeri în cursul revoluției de la 1848.[4] Conventul mănăstiresc a continuat să funcționeze până după cel de-al doilea război mondial, când a fost desființat de autoritățile comuniste. Serviciile religioase au fost reluate după 1990. Edificiul este în prezent filie a Mănăstirii Franciscane din Deva.[4]
- Biserica Reformată (secolul al XVIII-lea)
- Biserica ortodoxă veche (construită în 1780)[5]

## Personalități locale
- Septimiu Sever Secula Arhivat în 9 ianuarie 2020, la Wayback Machine. (1869, Baia de Criș-1912, Sibiu), teolog, publicist, scriitor. Între 1900-1910 a fost redactor al publicației "Biserica și Școala" din Arad
- Ladislau Banyai (1907-1981), istoric, rector, membru corespondent al Academiei Române.
- Amos Frâncu (1866-1933), avocat și om politic român, apărător al memorandiștilor în anul 1894 și militant pentru Marea Unire de la 1 decembrie 1918.

## Galerie de imagini

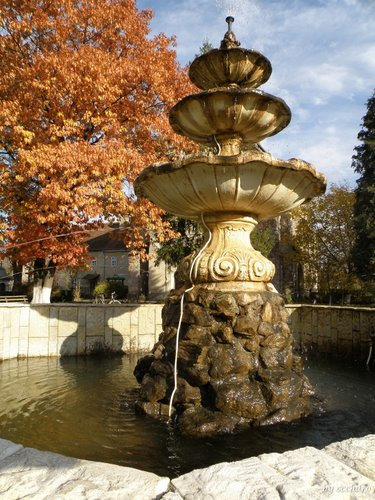
Baia de Criș
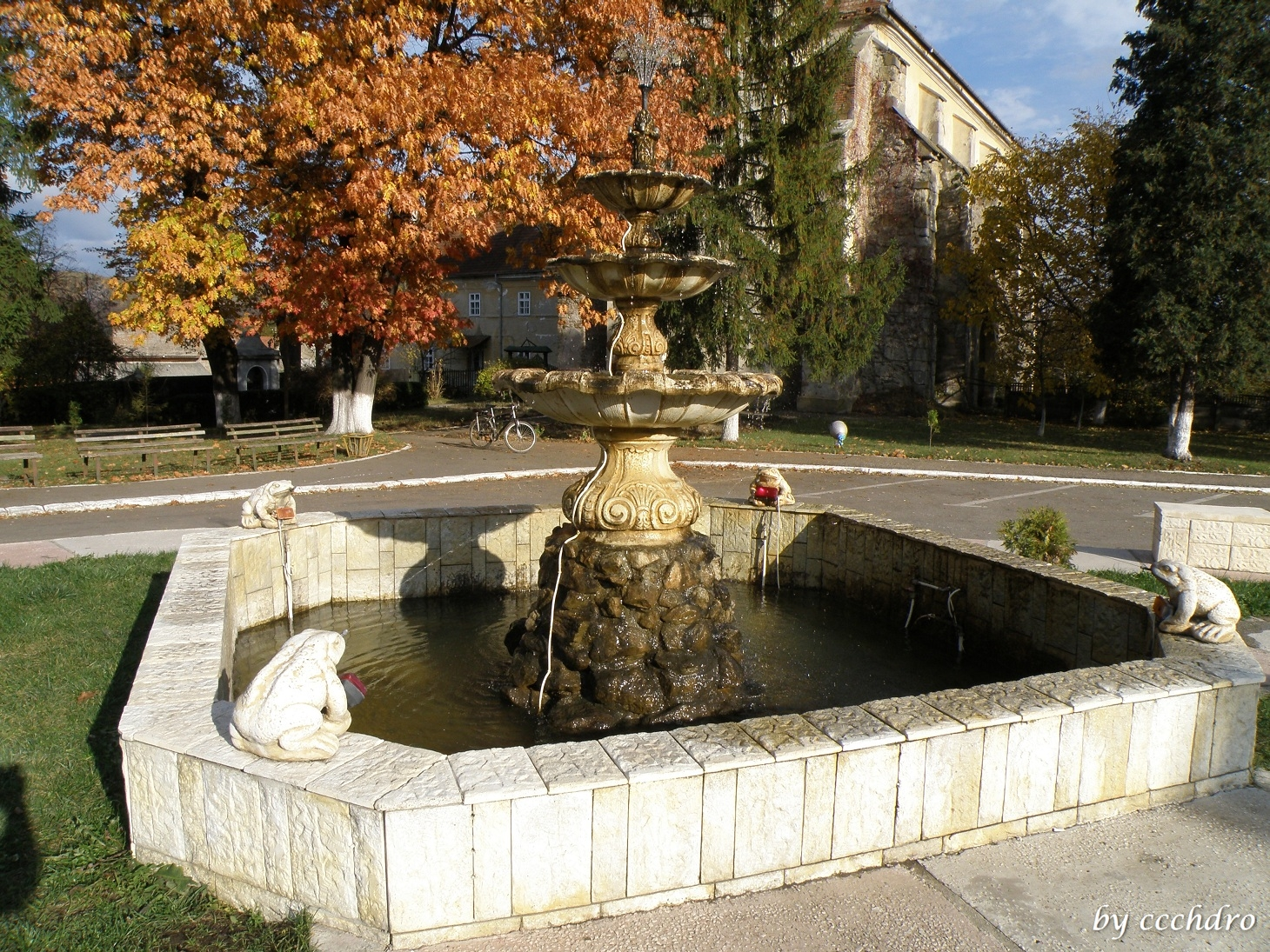
Baia de Criș
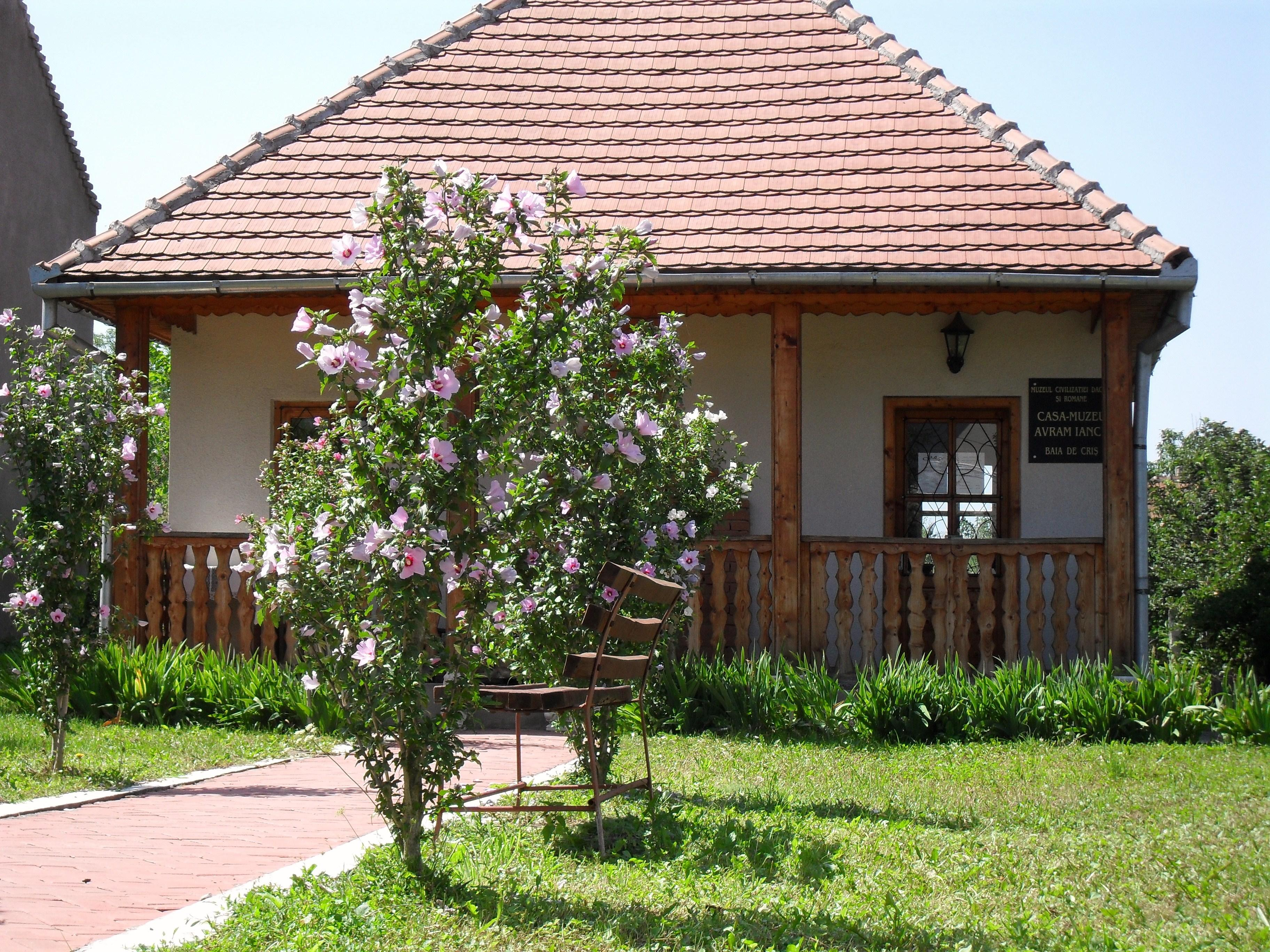
Baia de Criș
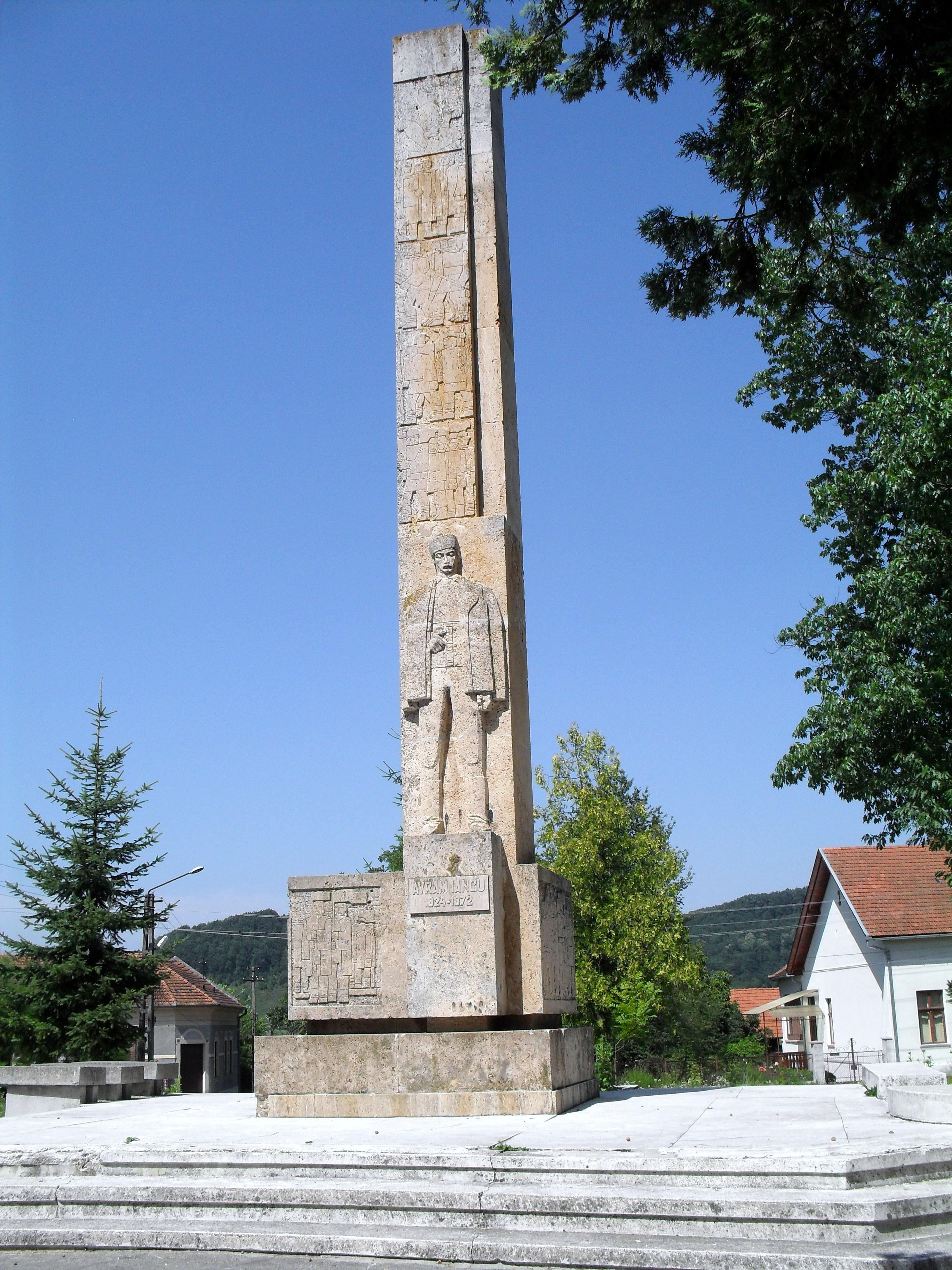
Baia de Criș
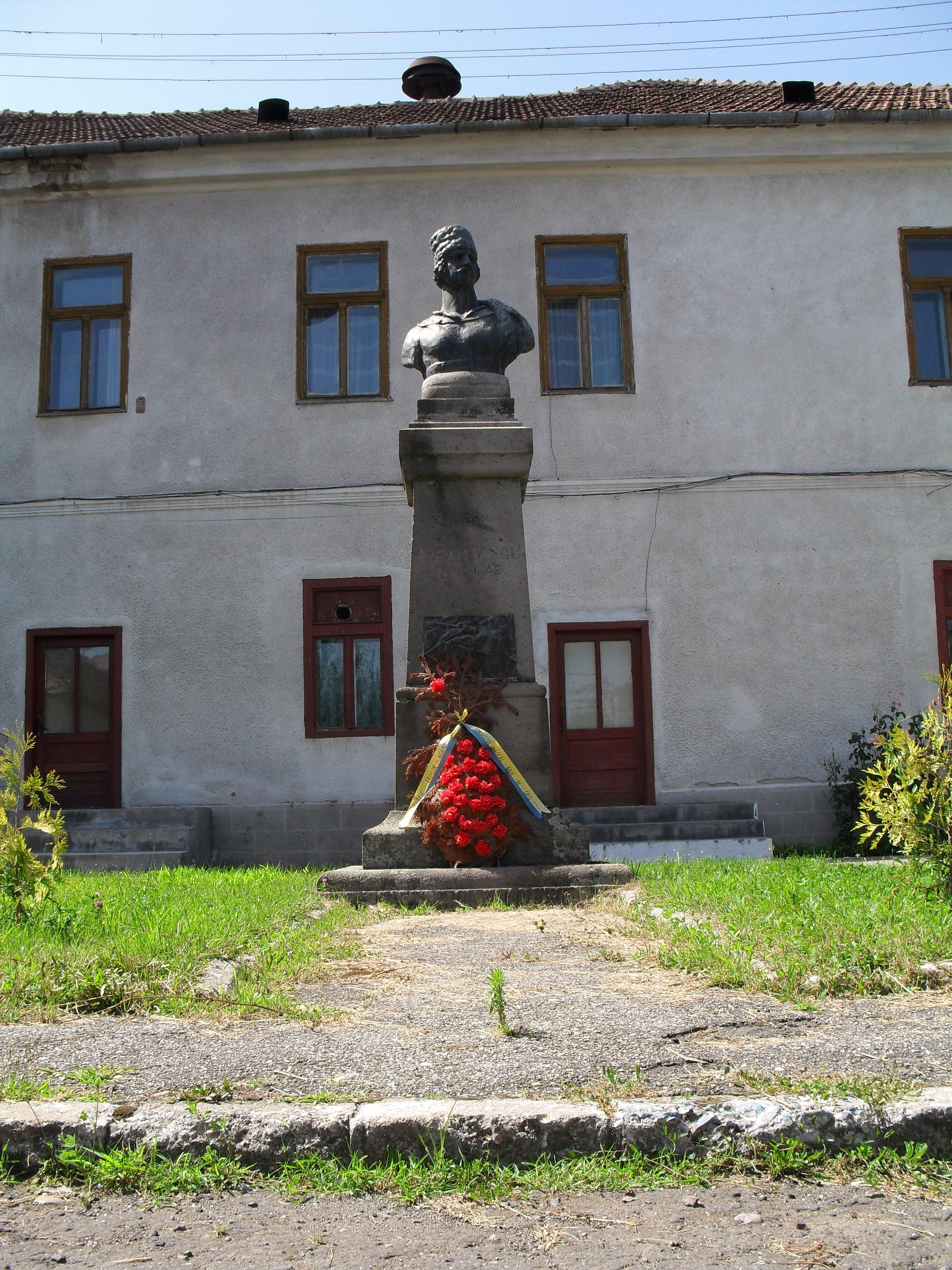
Baia de Criș
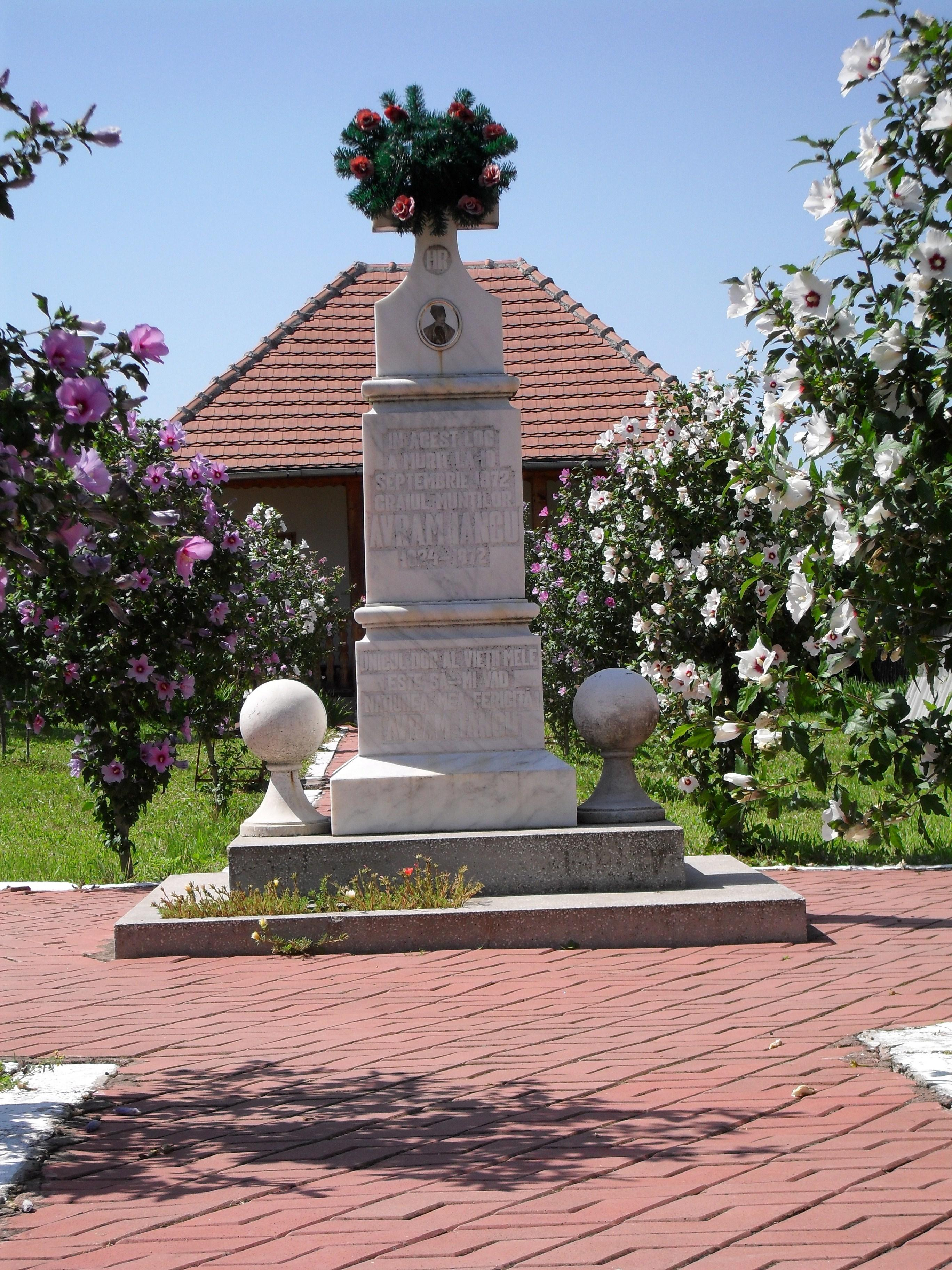
Baia de Criș
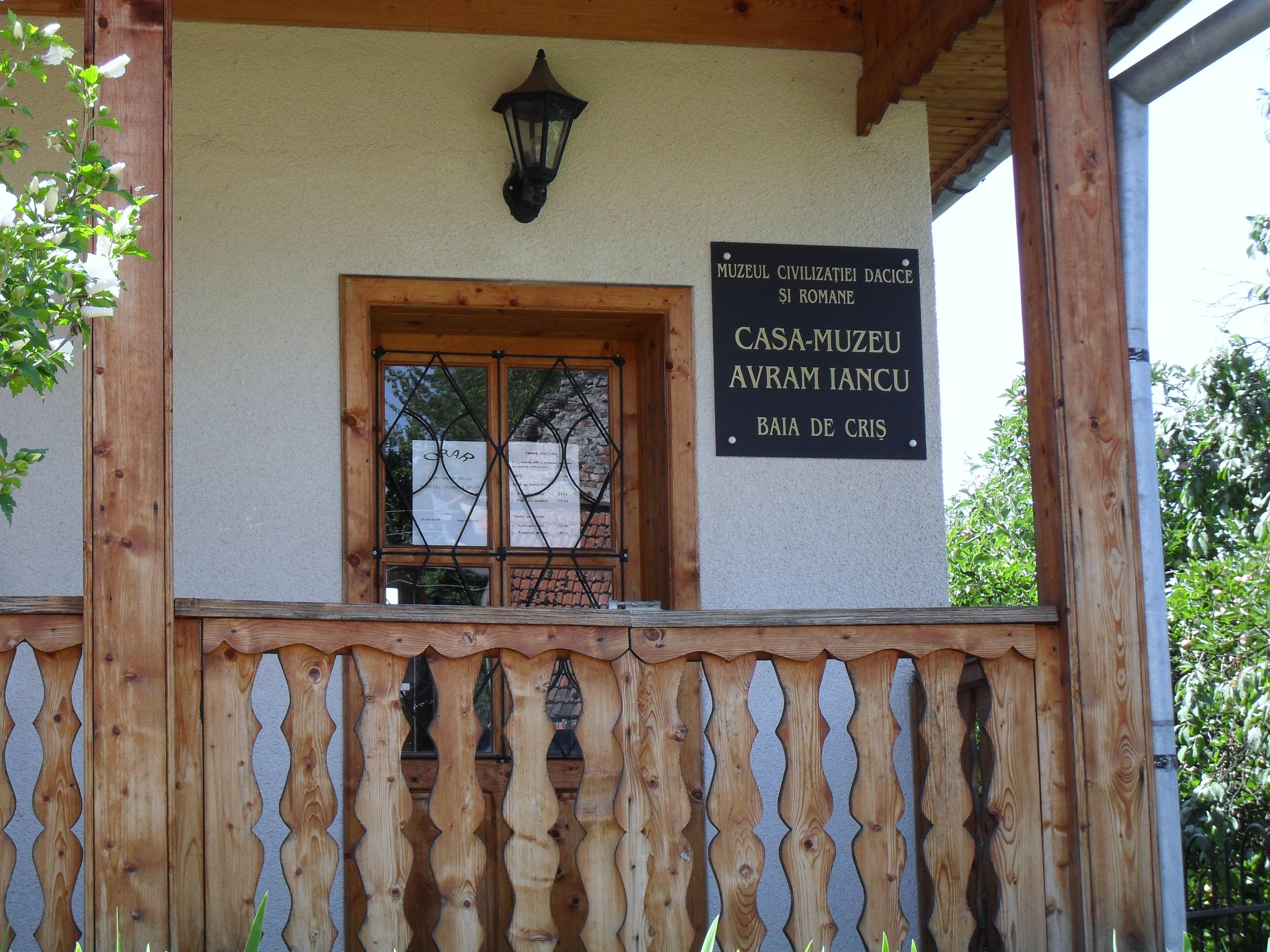
Baia de Criș
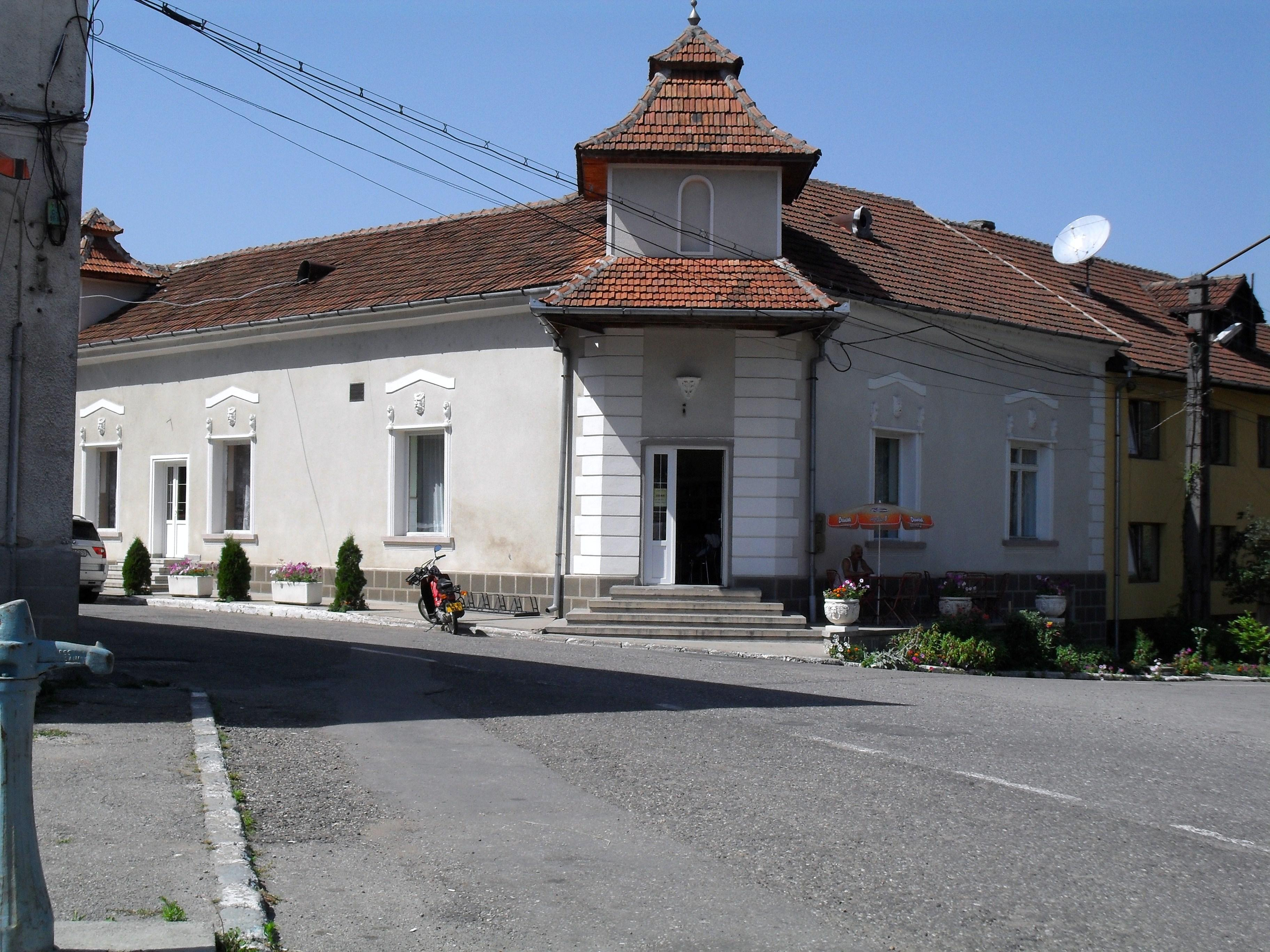
Baia de Criș
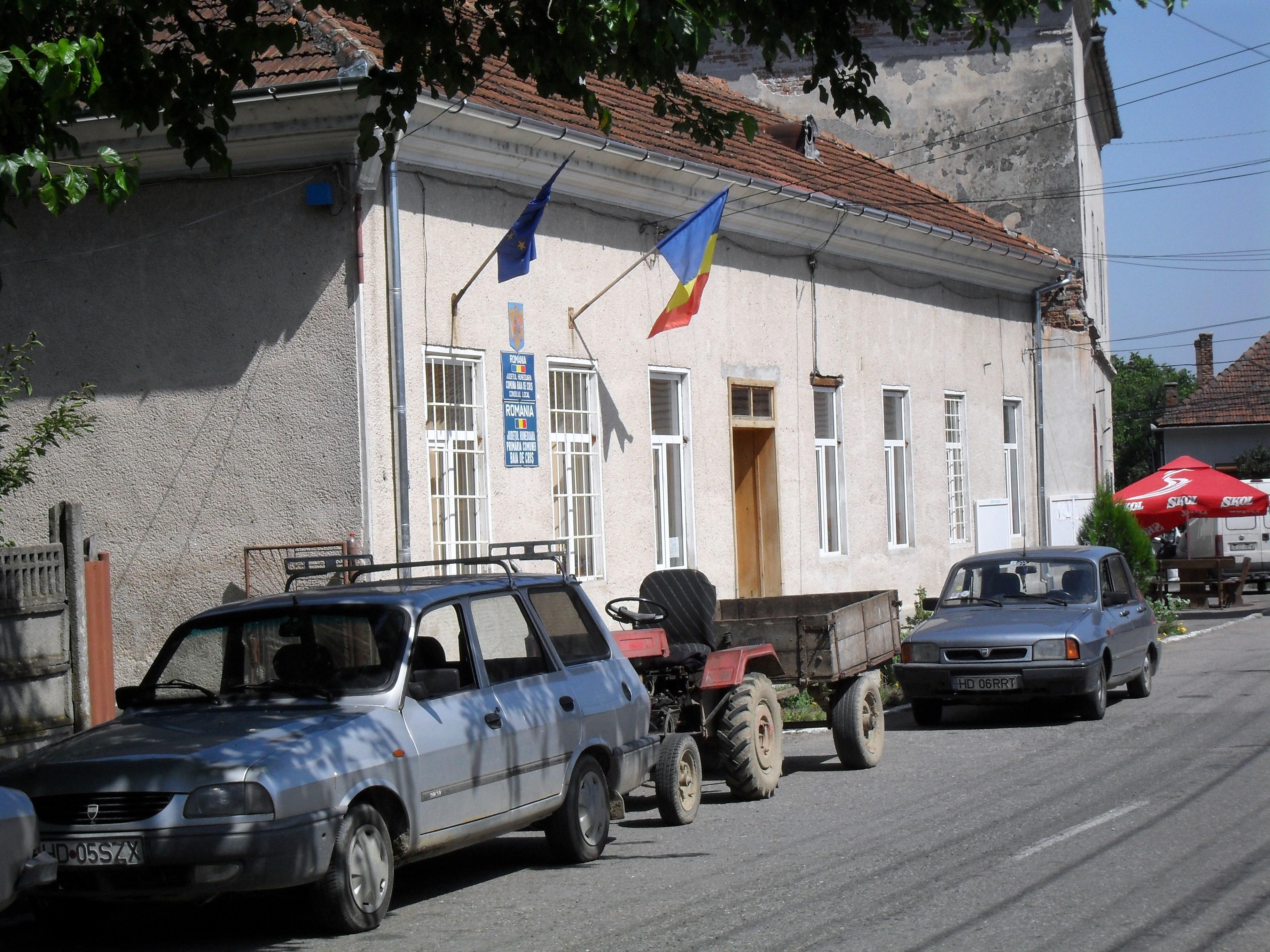
Baia de Criș
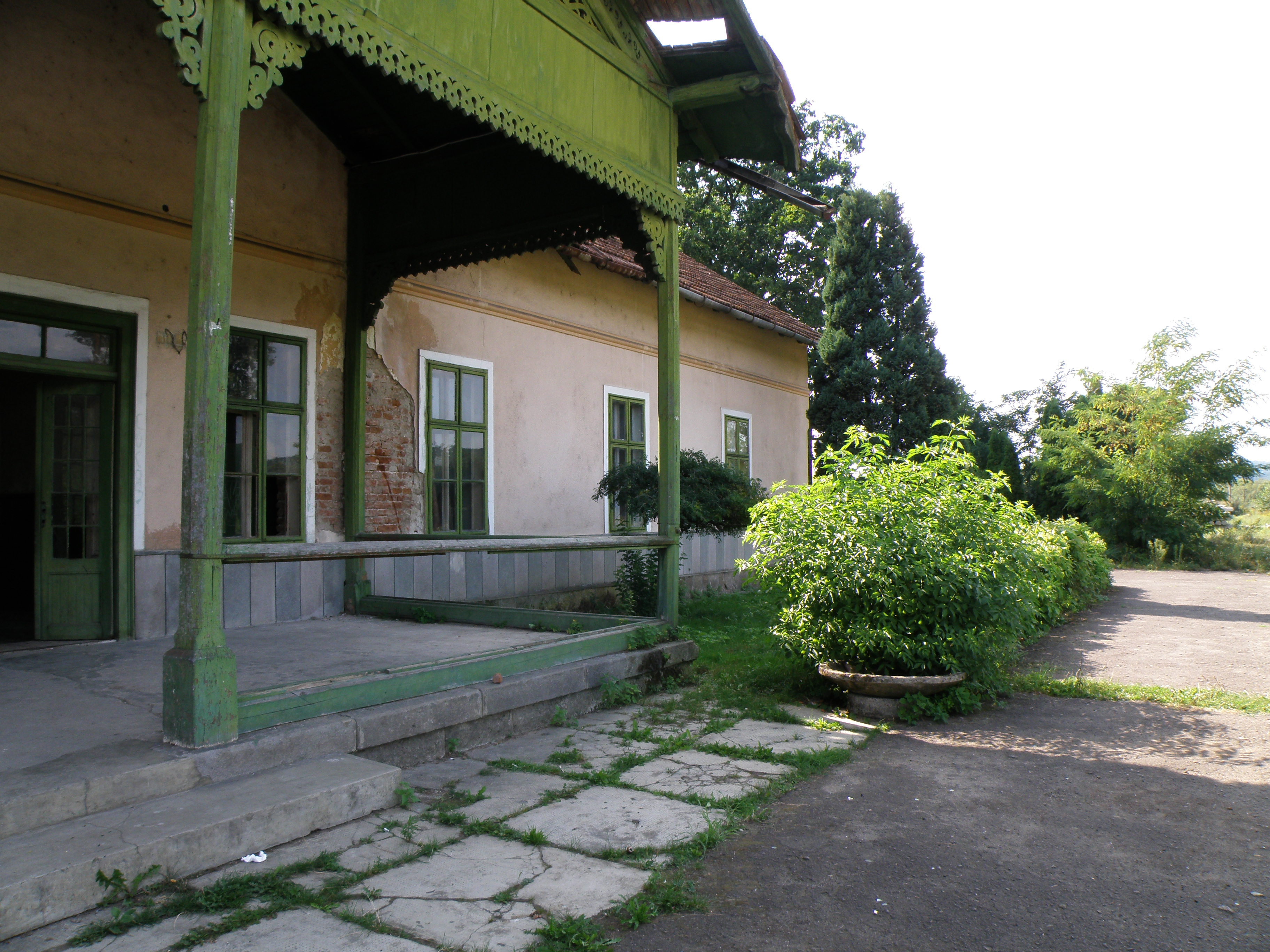
Baia de Criș
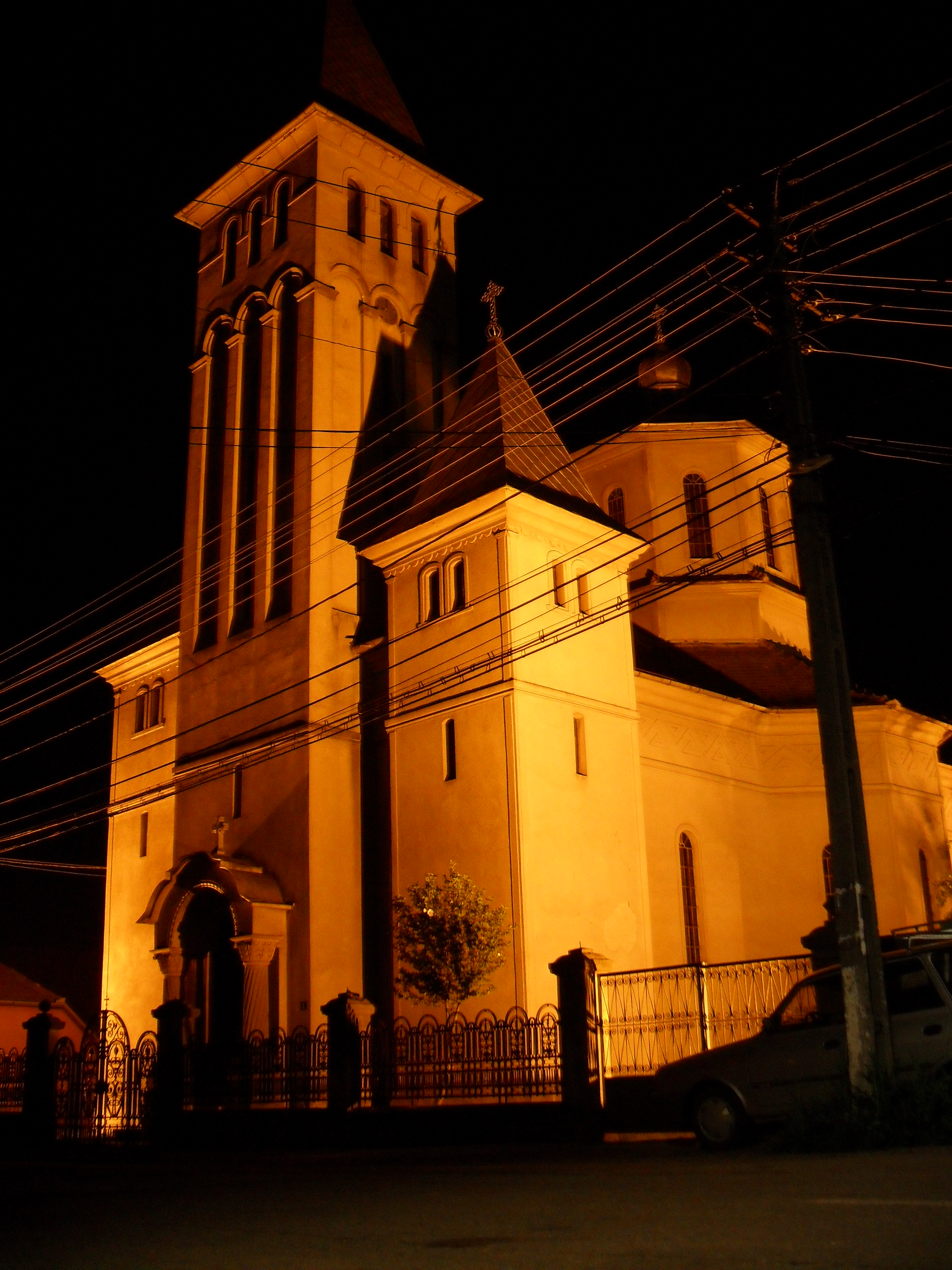
Baia de Criș
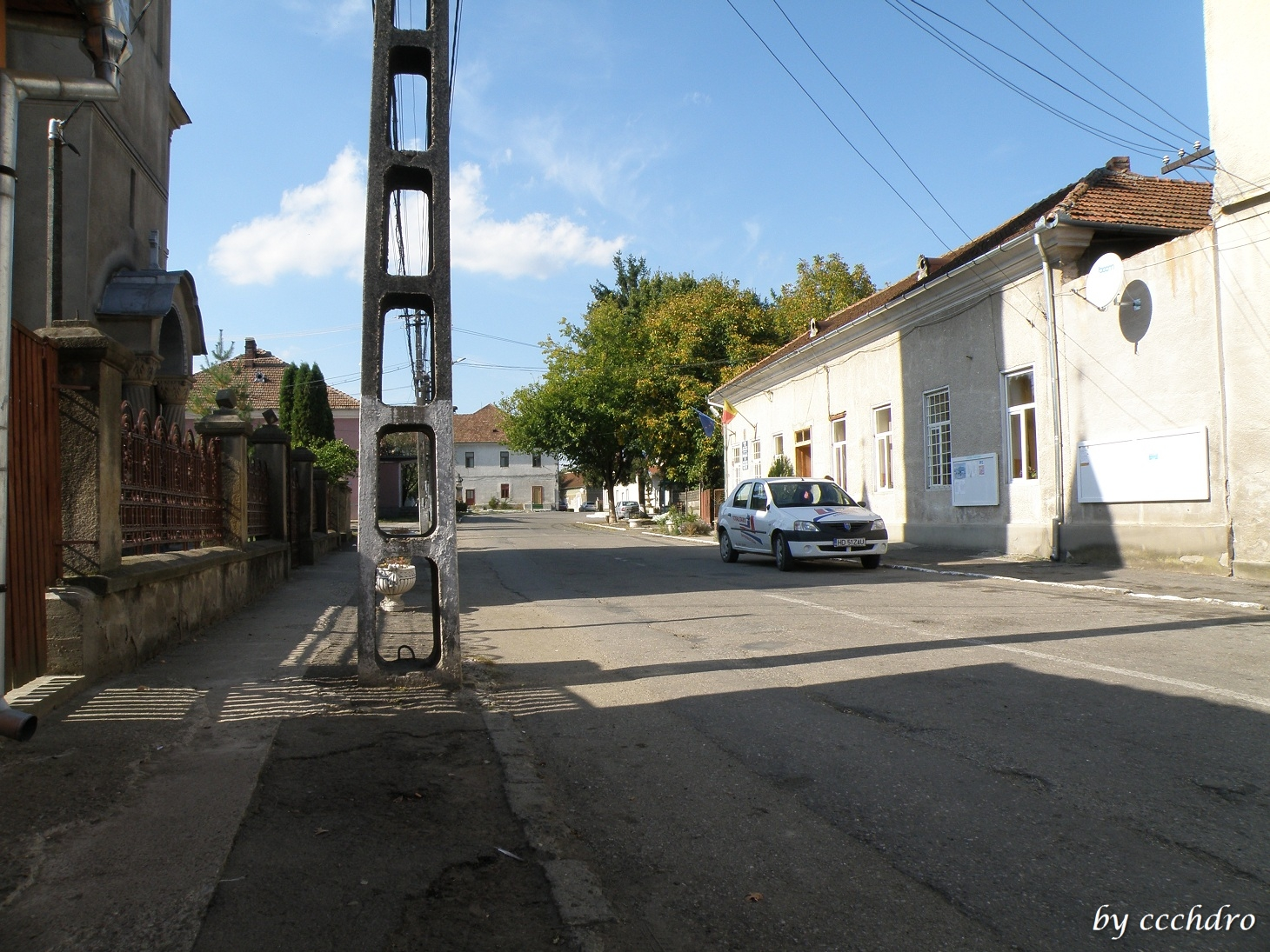
Baia de Criș